# St.-Petri-Kirche (Dresden)

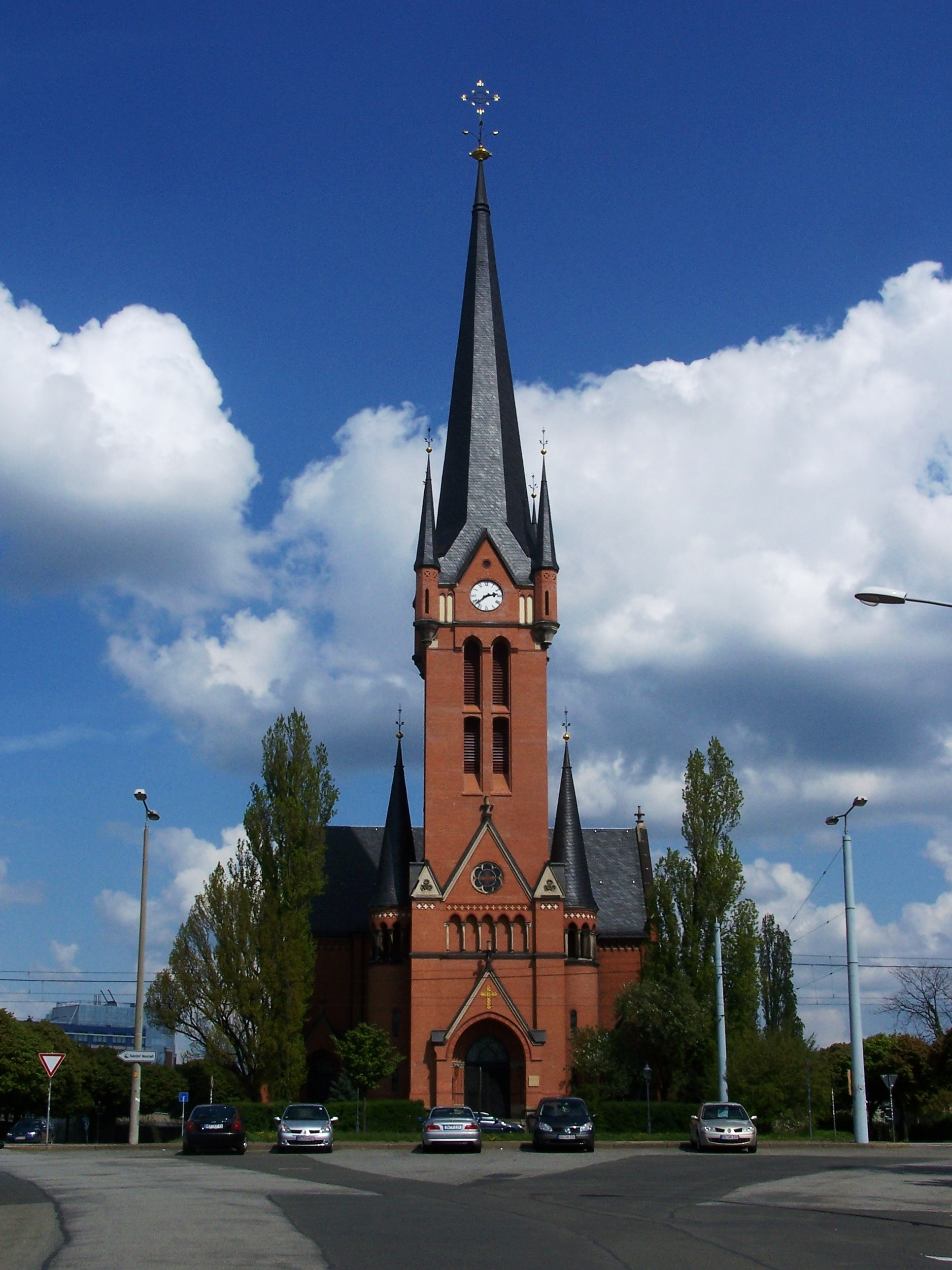
Frontansicht der St.-Petri-Kirche

Die St.-Petri-Kirche ist eine neugotische Kirche im Dresdner Stadtteil Leipziger Vorstadt. Sie steht auf dem Großenhainer Platz an der Großenhainer Straße und wird von der Evangelisch-Lutherischen Dreieinigkeitsgemeinde der Selbständigen Evangelisch-Lutherischen Kirche genutzt.

## Geschichte

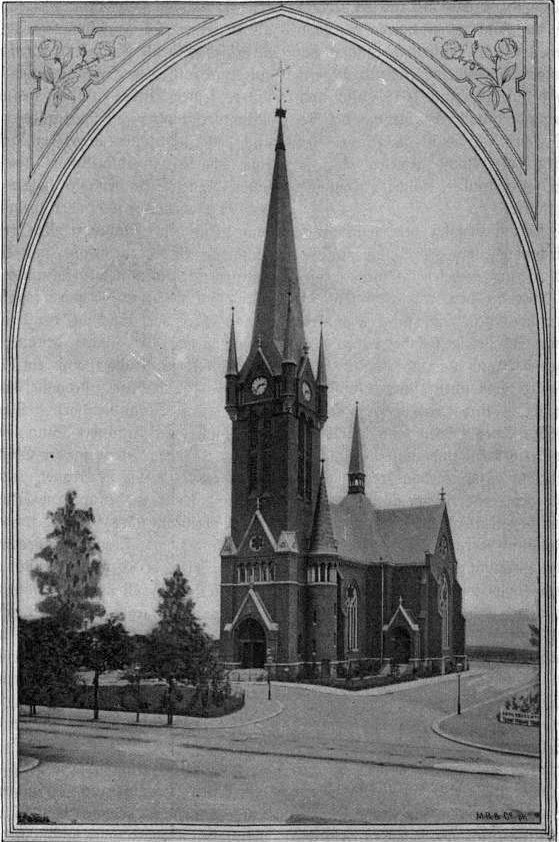
St.-Petri-Kirche um 1900

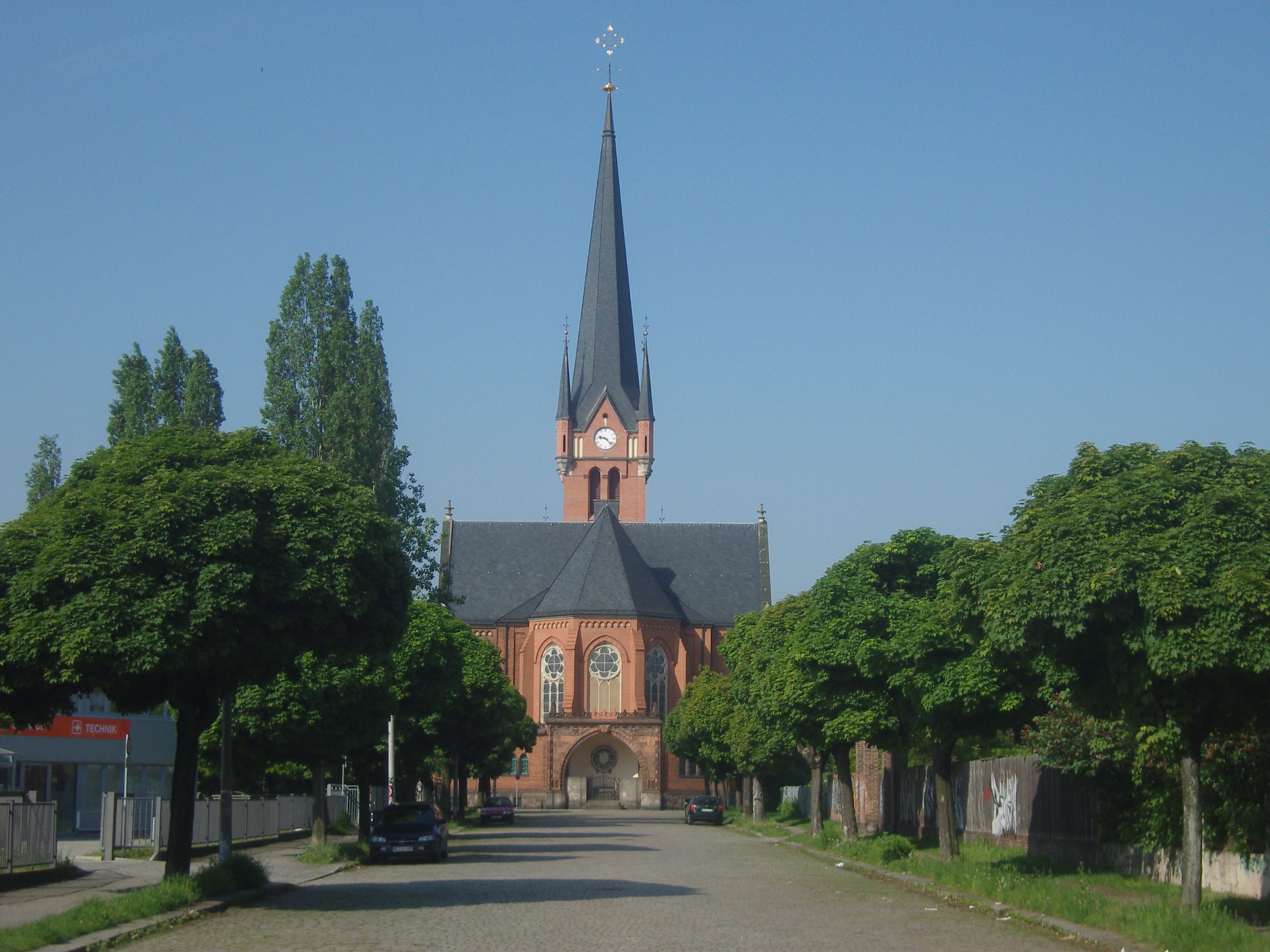
Rückansicht in der Achse der Petrikirchstraße

Die St.-Petri-Kirchgemeinde wurde am 29. März 1881 aus der Dreikönigskirchgemeinde ausgegliedert und umfasste die damaligen Vororte Neudorf und das Scheunenhofviertel. Am 21. Juli erhielt sie den Namen St. Petri. Die ersten Gottesdienste fanden in der Turnhalle der Neudorfer Schule in der Konkordienstraße statt. 
Für den Bau des Gotteshauses stellte die Stadt ein Grundstück zwischen Neudorf und dem Scheunenhofviertel am Großenhainer Platz zur Verfügung. Der Entwurf der Kirche stammt von dem Leipziger Architekten Julius Zeißig. Aus Sparsamkeit wurde der Bau in Backstein-Mauerwerk errichtet. Am 15. Mai 1889 erfolgte die Grundsteinlegung, und am 5. November 1890 wurde die Kirche durch Superintendent Franz Wilhelm Dibelius geweiht. Die Gemeinde wuchs in der Folgezeit auf etwa 16.000 Mitglieder an.
Über dem Haupteingang war auf goldenem Grund Petrus inmitten der vier Evangelisten gemalt. Ein Großteil der Ausstattung wurde gestiftet. Dazu gehörten drei farbig verglaste Altarfenster mit den Darstellungen der beiden Gleichnisse Vom verlorenen Sohn und Vom barmherzigen Samariter sowie der Darstellung des auferstandenen Christus zwischen Johannes dem Täufer und Petrus. Die Kirche war mit einer Sauer-Orgel ausgestattet.
Im Jahr 1885 wurde das Grundstück Großenhainer Straße 30 für den geplanten Neubau eines Pfarrhauses erworben, das jedoch nicht ausgeführt wurde. 1906–1907 wurde die Kirche durch das Dresdner Architekturbüro Schilling & Graebner um eine Sakristei erweitert.
Am 14. Februar 1945 brannten die Kirche und das Pfarrhaus bei den Luftangriffen auf Dresden aus. Am 7. Mai 1945 traf eine Granate den Kirchturm, nachdem Hitlerjungen vom Kirchturm aus versucht hatten, die Rote Armee aufzuhalten.
Die Räume im Anbau der Kirche und das Gartenhäuschen wurden nach Kriegsende für die Gottesdienste sowie als Unterrichtsräume genutzt. Von 1951 bis 1955 erfolgte der Wiederaufbau der Kirche. Am 18. Dezember 1955 wurde sie erneut geweiht und 1992 saniert.

## Baubeschreibung
Der neugotische Backsteinbau fasst 645 Personen. Der 68 Meter hohe Turm wird von einem vergoldeten Turmknauf und einem verzierten Kreuz bekrönt. Beim Anbau der Sakristei 1906–1907 entstanden rund um die Apsis zwei Räume, die über eine eigene Treppe erreicht werden können. Für den Treppenaufgang schuf Otto Petrenz 1909 ein großes rundes Majolika-Relief. Es stellt den auferstandenen Christus und die erschrockenen Wächter am Ostermorgen dar. Über dem Treppenbogen sind die Petrusworte zu lesen: „Herr, wohin sollen wir gehen? Du hast Worte des ewigen Lebens!“ (Joh 6,68 ).

## Ausstattung

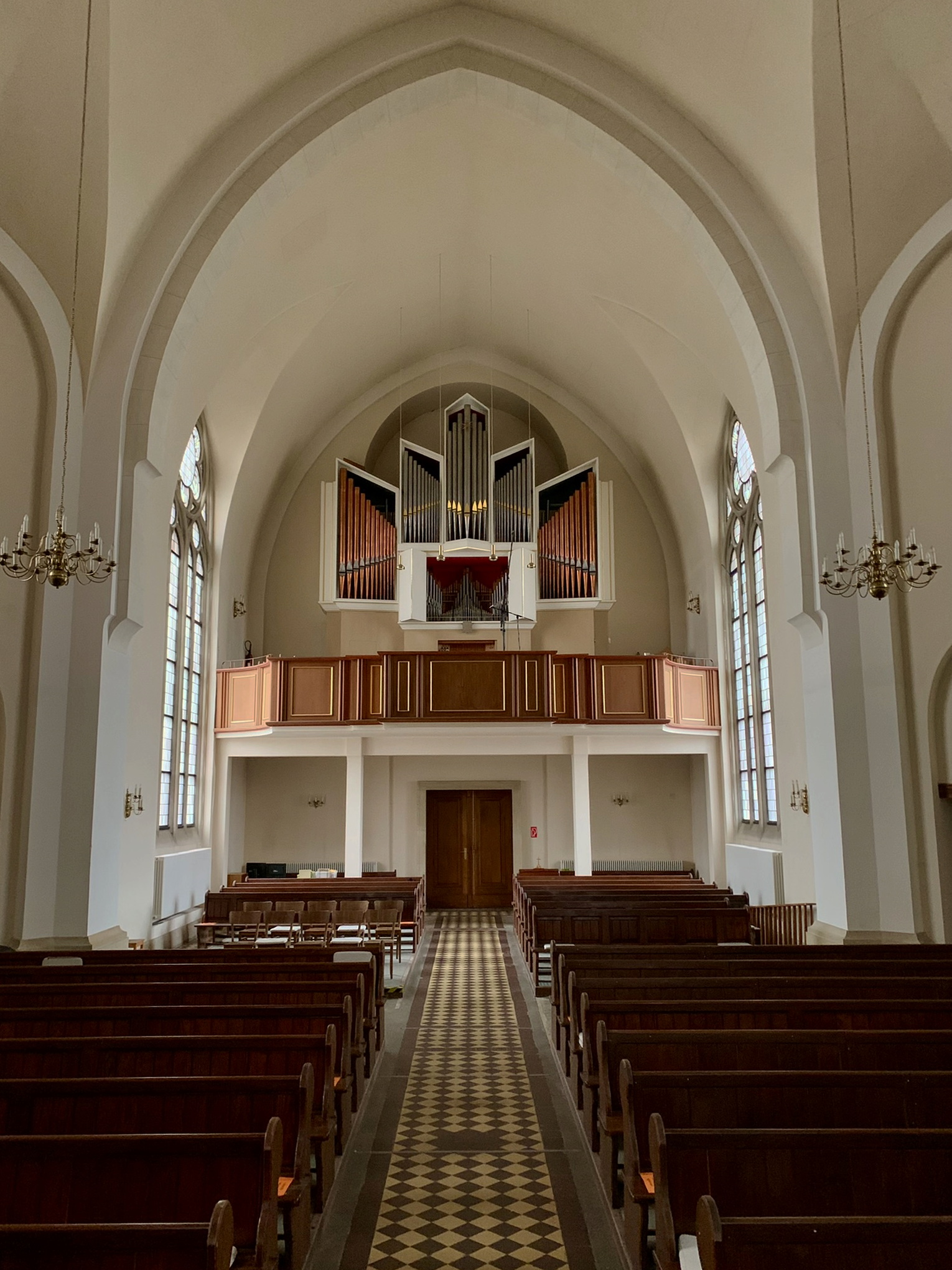
Innenraum, Blick zur Orgel

Im Altarraum stehen zwei Keramikplastiken des Bildhauers Gustav Schmidt. Sie stellen die Passionsgeschichte und die Auferstehung Jesu dar. Des Weiteren befinden sich zwei Bilder Schmidts sowie eine Kopie des Gemäldes Das Kreuz im Gebirge von Caspar David Friedrich im Kirchenraum. 2007–2008 erneuerte die Dreieinigkeitsgemeinde als neue Eigentümerin den Verputz und die Ausmalung der Kirche.
Im Jahr 1958 wurde die zerstörte Sauer-Orgel durch eine Jehmlich-Orgel ersetzt. Diese Orgel hat 27 Registern auf zwei Manualen und Pedal.

## Kirchennutzung
Die Mitgliederzahl der St.-Petri-Gemeinde verringerte sich in den letzten Jahrzehnten stark, so dass eine alleinige Nutzung des Kirchgebäudes schwierig wurde. Auf der Grundlage eines Erbbaurechtsvertrags trat die St.-Petri-Gemeinde, die zum Kirchspiel Dresden-Neustadt im Kirchenbezirk Dresden Nord der Evangelisch-Lutherischen Landeskirche Sachsens gehört, ihre Rechte am 1. Juli 2001 an die Evangelisch-Lutherische Dreieinigkeitsgemeinde der Selbständigen Evangelisch-Lutherischen Kirche ab. Dennoch hat die St.-Petri-Gemeinde weiterhin Gastrecht. Die Hauptnutzung der St.-Petri-Kirche sowie des Pfarrhauses geschieht durch die Dreieinigkeitsgemeinde.